# Maofelis
Maofelis ist eine Gattung aus der ausgestorbenen Familie der Nimravidae, die innerhalb der Raubtiere wohl mit den Katzen näher verwandt ist. Der bisher einzige bekannte Fund, ein nahezu vollständiger Schädel ohne Unterkiefer, wurde in der Youganwo-Formation bei Maoming in der südchinesischen Provinz Guandong entdeckt. Die Entstehung der Gesteinsformation datiert in das Obere Eozän vor 38 bis 33 Millionen Jahren. Die Gattung repräsentiert einen frühen Vertreter der Nimravidae, der aber bereits über die vergrößerten oberen Eckzähne verfügte, die den Tieren ein säbelzahnkatzenartiges Äußeres verliehen. Im Gegensatz zu den stammesgeschichtlich jüngeren Formen der Familie waren die Eckzähne bei Maofelis aber noch nicht deutlich seitlich verschmälert. Der Schädel ist ansonsten vergleichsweise klein und mit einem katzentypischen eher kurzen Schnauzenbereich ausgestattet. Die Gattung wurde im Jahr 2016 wissenschaftlich eingeführt. Es ist eine Art anerkannt.

## Merkmale
Maofelis ist bisher über einen nahezu vollständigen Schädel bekannt, dem allerdings der Unterkiefer fehlt. Der Schädel maß 19,3 cm in der Länge, die Jochbögen kragten bis zu 14 cm auseinander. Hinter der Orbita verengte sich der Schädel auf 3,4 cm, während die größte Breite des Hirnschädelabschnitts im Bereich der Augenfenster selbst bei 4,6 cm lag. Insgesamt war der Schädel langgestreckt. In Seitenansicht wölbte sich die Stirnlinie deutlich auf mit dem höchsten Punkt an der Einschnürung hinter der Orbita. Das Rostrum nahm 65 % der Schädellänge ein, was vergleichbar kurz ist. Zudem war es mit einer Breite von 5 cm auf Höhe der Eckzähne weiter als der Hirnschädel. Seine Seitenkanten verliefen nahezu parallel zueinander. Die Nasenbeine waren langgestreckt. Sie bedeckten die Nasenöffnung, die höher als breit war. Die Jochbögen luden bogenförmig aus. Sie waren schmal, jedoch in Seitenansicht hoch und stiegen nach hinten leicht an, verliefen insgesamt aber auf Ebene der Schädelunterkante. Bei späteren Formen der Nimravidae wölbten sich die Jochbögen deutlich nach oben. Auf dem Scheitelbein befand sich ein deutlicher Scheitelkamm, Richtung Schnauze öffnete er sich zu schwach ausgebildeten Temporalrippeln. Ebenso war der Nackenkamm am Hinterhauptsbein massiv ausgebildet und überragte den Schädel nach hinten. Die Schädelbasis ist nur schlecht erhalten, der Warzenfortsatz und der Glenoidfortsatz zeigten aber eine nur schwache Ausprägung. Bei stammesgeschichtlich jüngeren Angehörigen der Nimravidae sind diese massiv ausgebildet, was teilweise mit einer abwärtsverlagerten Gelenkung mit dem Unterkiefer zusammenhängt. Dies ermöglichte wiederum eine größere Gebissöffnung, die durch die Längenentwicklung des Eckzahns notwendig wurde. Der Gaumen war typisch für die Nimravidae eher kurz, sein hinteres Ende erstreckte sich nicht über die Oberkiefer-Zahnreihe hinaus, sondern befand sich auf Höhe des dritten Prämolaren. Seine Länge betrug insgesamt 8,3 cm. Die Paukenblase ist nicht erkennbar und war möglicherweise nur wenig mit dem Schädel verbunden.
Das Gebiss hat den für die Nimravidae typischen Aufbau. Es bestand in der oberen Zahnreihe aus drei Schneidezähnen, einem Eckzahn, vier Prämolaren und einem Molar. Die Schneidezähne bildeten einen Bogen und waren klein, nahmen von innen nach außen jedoch an Größe zu. Der dritte Schneidezahn übertraf den zweiten um das Doppelte an Höhe und besaß eine konische Gestalt, was ihm ein eckzahnähnliches (caniniformes) Äußeres verlieh. Der Eckzahn war insgesamt vergrößert, ein markantes Kennzeichen der Nimravidae. Seine basale Länge betrug 1,7, seine Breite 1,3 cm. Dadurch war er im Gegensatz zu dem der meisten anderen Vertretern der Nimravidae seitlich kaum verschmälert. Das Längen-Breiten-Verhältnis lag bei 1,3, was deutlich geringer ist als bei jüngeren Mitgliedern mit einem Verhältnis von 2,7 bis 3,2. An der Hinterkante zeigte sich eine auffallende Zähnung. Der vorderste Prämolar wies nur eine Wurzel auf und war mit Längen und Breiten von weniger als einem halben Zentimeter sehr klein. Bei Eusmilus fehlt er weitgehend, bei Eofelis und Nimravus kommt er variabel vor. Nach hinten nahmen die Prämolaren an Größe zu, der letzte als Teil der Brechschere wies eine Länge von fast 2 cm auf. Der Paraconus als Haupthöcker war hier massiv gestaltet, der Metaconus und Protoconus indes klein, wobei ersterer klingenartig wirkte und letzterer eine Richtung Zunge verschobene Position einnahm. In diesem Merkmal unterschied sich Maofelis von Eusmilus und Hoplophoneus. Ebenso abweichend von zahlreichen anderen Nimravidae-Angehörigen war der einzige erhaltene Molar nicht verkleinert. Er stand rechtwinklig zum letzten Prämolar, wodurch seine Länge nur 0,6, seine Breite 1,6 cm betrug. Der Protoconus setzte sich hier deutlich vom Paraconus ab, der Metaconus war aber reduziert.

## Fossilfunde
Der Nachweis von Maofelis beruht bisher auf einem einzigen Schädel. Gefunden wurde dieser im Maoming-Becken bei Maoming in der südchinesischen Provinz Guandong. Regional sind hier die Sedimente der Youganwo-Formation aufgeschlossen. Diese bestehen aus einzelnen Kohlelagen, welche von Ton- und Schluffsteinen überlagert sind. Darauf folgt wiederum ein mächtiges Paket von dunkelbraunen, ölschieferhaltigen Ablagerungen. Die gesamte Sedimentfolge entstand höchstwahrscheinlich in einem ehemaligen See. Anhand magnetostratigraphischer und palynologischer Studien konnte der Bildungszeitraum der Gesteinseinheit auf den Übergang vom Mittleren zum Oberen Eozän bis hin zum Ende des Oberen Eozäns bestimmt werden. Nach absoluten Daten umfasst dies die Zeitspanne von vor etwa 38 bis 33 Millionen Jahren. Innerhalb der Youganwo-Formation erwiesen sich vor allem die oberen Abschnitte des Ölschiefers als sehr fossilreich. Wirbeltiere sind unter anderem mit karpfenartigen Fischen, verschiedenen Halsberger-Schildkröten, Gavialen und Alligatoren belegt, darüber hinaus kommen Säugetieren vor. Letztere wurden bisher aber mit nur wenigen Funden dokumentiert. Neben Maofelis liegt zusätzlich der Schädel von Maocyon als weiterem Beutegreifer vor. Es handelt sich hierbei um einen Angehörigen der ausgestorbenen Hyaenodonta, die eventuell den Raubtieren nahestanden. Des Weiteren kommen Reste einzelner Huftiere vor, darunter das Oberkieferfragment von Maobrontops, einem Vertreter der Brontotheriidae, und der Schädel von Cadurcodon aus der Verwandtschaftsgemeinschaft der Amynodontidae. Beide Gruppen gehören zu den Unpaarhufern. Die Paarhufer werden durch den Schädelrest von Anthracokeryx aus der Gruppe der Anthracotheriidae repräsentiert, welche wohl den Flusspferden nahestehen.

## Systematik
Maofelis ist eine Gattung aus der ausgestorbenen Familie der Nimravidae. Die Nimravidae wiederum werden der Ordnung der Raubtiere (Carnivora) zugerechnet. Innerhalb dieser gelten sie als nahe mit den Katzen (Felidae) verwandt, mit denen sie eine kurze Schnauze, ein hypercarnivores Gebiss sowie einziehbare Krallen teilen. Im Unterschied zu den Katzen haben die Angehörigen der Nimravidae eine einfach gebaute Paukenblase und einige weitere besondere Schädelmerkmale. Die recht nahe Beziehung zu den Katzen wird durch ihre Stellung in der Unterordnung der Katzenartigen (Feliformia) ausgedrückt. Ein besonderes Kennzeichen der Nimravidae ist ein verlängerter säbelförmiger oberer Eckzahn, welcher die Gruppe zu den ältesten säbelzahnigen Katzen werden lässt. Aufgrund ihrer nur losen Verwandtschaft mit den echten Säbelzahnkatzen (Machairodontinae), die innerhalb der Katzen stehen, werden sie als „Scheinsäbelzahnkatzen“ bezeichnet. Ihr erstes Auftreten hatten die Nimravidae im Übergang vom Mittleren zum Oberen Eozän vor rund 40 Millionen Jahren in Eurasien, wo vermutlich ihr Ursprung lag. Noch im Verlauf des Eozäns erreichten sie auch Nordamerika. Im Oligozän entwickelten sie mit Eusmilus, Quercylurus und Dinailurictis relativ große Formen, die mehr als 100 kg Körpergewicht erreichten. Bisher nicht eindeutig geklärt ist das Verschwinden der Gruppe. Ihre Angehörigen bewohnten vor allem waldreiche Habitate, die zum Ende des Oligozäns zunehmend von offenen Landschaften abgelöst wurden. Einige phylogenetische Studien sehen die Barbourofelidae als direkte Nachfolger der Nimravidae. Diese kamen hauptsächlich im Miozän vor und starben an dessen Ende vor rund 7 Millionen Jahren aus. Im Stammbaum der Nimravidae nimmt Maofelis eine relativ basale Position ein, was unter anderem dem hohen geologischen Alter und den nur wenig gepressten oberen Eckzähnen geschuldet ist.
Die wissenschaftliche Erstbeschreibung von Maofelis erfolgte im Jahr 2016 durch ein Arbeitsteam um Alexander Averianov. Sie beruft sich auf den nahezu vollständigen Schädel aus der Youganwo-Formation im Maoming-Becken in der südchinesischen Provinz Guandong. Der Schädel, dem der Unterkiefer fehlt, bildet den Holotypen der Gattung (Exemplarnummer SYSU-M-2). Er war von einem Amateursammler entdeckt und im Jahr 2013 an die Sun-Yat-sen-Universität in Guangzhou übergeben worden. Der Name Maofelis leitet sich einerseits von der nahe gelegenen Stadt Maoming ab, andererseits bezieht sich felis auf die gleichnamige Gattung der Echten Katzen. Felis selbst ist lateinischen Ursprungs und bedeutet so viel wie „Katze“, „Marder“ oder „Iltis“. Gemeinsam mit der Gattung wurde die Art M. cantonensis aufgestellt. Das Artepitheton ist eine Referenz auf Guangzhou, den Sitz der Universität und Hauptstadt der Provinz Guandong. Die Stadt war ursprünglich unter der Bezeichnung „Kanton“ bekannt.